# 兵庫県道525号周世有年原線
兵庫県道525号周世有年原線（ひょうごけんどう525ごう すせうねはらせん）は、兵庫県赤穂市を通る一般県道である。

## 概要
赤穂市周世から赤穂市有年原に至る。
廃止された旧赤穂鉄道の路盤の一部を県道に転用したもの。

### 路線データ
- 起点：赤穂市周世（兵庫県道457号高雄有年横尾線交点）
- 終点：赤穂市有年原（国道2号交点）
- 総延長：5.025 km

## 地理

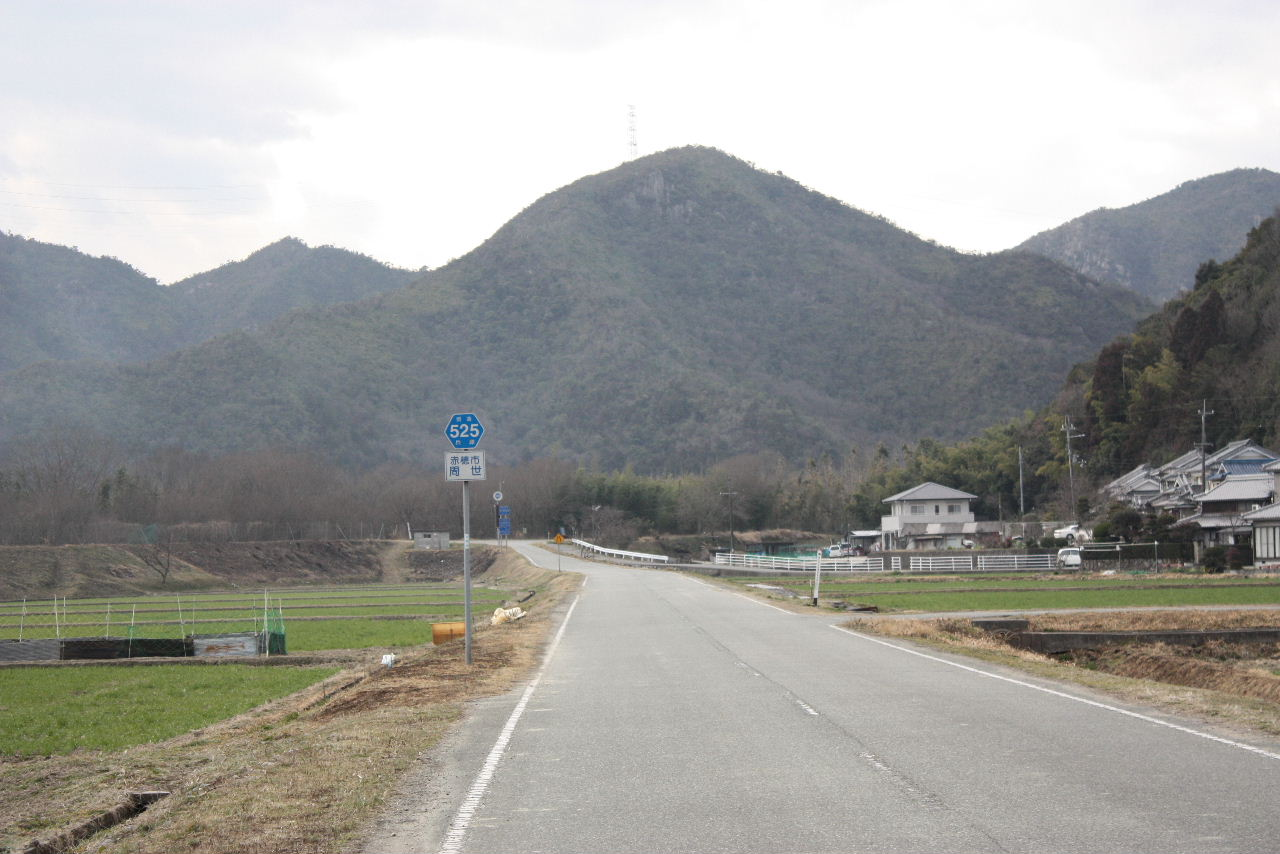
赤穂市周世付近

### 通過する自治体
- 赤穂市

### 交差する道路
| 交差する道路                               | 交差する場所 | 交差する場所 |
| ------------------------------------------ | ------------ | ------------ |
| 兵庫県道457号高雄有年横尾線                | 周世         | 起点         |
| 国道2号 兵庫県道450号野桑有年停車場線 重複 | 有年原       | 終点         |

### 沿線
- 千種川